# 雷神之锤 (小说)
《雷神之锤》（英語：The Hammer of Thor）是一部美国青年奇幻小说，以北欧神话为基础创作，作者是雷克·莱尔顿。它于2016年10月4日同时以精装本、有声读物和电子书的形式出版，是《阿斯嘉末日》系列的第二部。
这部小说发生在《夏日之剑》后六周，讲述了马格努斯·蔡斯和他的朋友们寻找丢失的雷神之锤、阻止萨米拉和巨人的婚礼、并阻止洛基从监狱中逃脱的一系列事件。自发行以来，该小说已被翻译成 15 种语言，并以盒装和平装本的形式再次发行。